# Anette Trettebergstuen
Anette Trettebergstuen (Hamar, 25 mei 1981) is een Noors politica van Arbeiderpartiet. Sinds oktober 2021 is zij minister van Cultuur en Emancipatie in het kabinet van Jonas Gahr Støre. 

## Biografie
Trettebergstuen werd geboren in Hamar in de toenmalige provincie Hedmark, als dochter van beambte Steinar Trettebergstuen en verpleegkundige Irene Søberg.. Ze volgde middelbaar onderwijs aan de Katedralsole, een school gesticht in 1153, in haar geboortestad. Na de middelbare school studeerde ze een jaar politicologie aan de Universiteit van Oslo, waarna ze overstapte naar bestuurskunde aan de Hogeschool van Oslo.  Na haar studie had ze wisselende banen, onder meer als medewerker voor een opiniepeiler en als journalist. Vanaf 2005 was ze fulltime politica.